# Острів-Любельський
Острів-Любельський (або Острів, Острув-Любельський, пол. Ostrów Lubelski) — місто в східній Польщі. Належить до Любартівського повіту Люблінського воєводства.

## Історія
1584 року вперше згадується православна церква в Острові.
За даними етнографічної експедиції 1869—1870 років під керівництвом Павла Чубинського, у місті переважно проживали римо-католики, меншою мірою — греко-католики, які розмовляли українською мовою. 1872 року місцева греко-католицька парафія налічувала 1411 вірян.
У 1928 році (за іншим припущенням, у 1938 році) польська влада в рамках великої акції руйнування українських храмів на Холмщині і Підляшші знищила місцеву православну церкву 1890 року.

## Населення
Демографічна структура станом на 31 березня 2011 року:
|          | Загалом | Допрацездатний вік | Працездатний вік | Постпрацездатний вік |
| -------- | ------- | ------------------ | ---------------- | -------------------- |
| Чоловіки | 1114    | 212                | 774              | 128                  |
| Жінки    | 1079    | 169                | 665              | 245                  |
| Разом    | 2193    | 381                | 1439             | 373                  |

## Пам'ятки

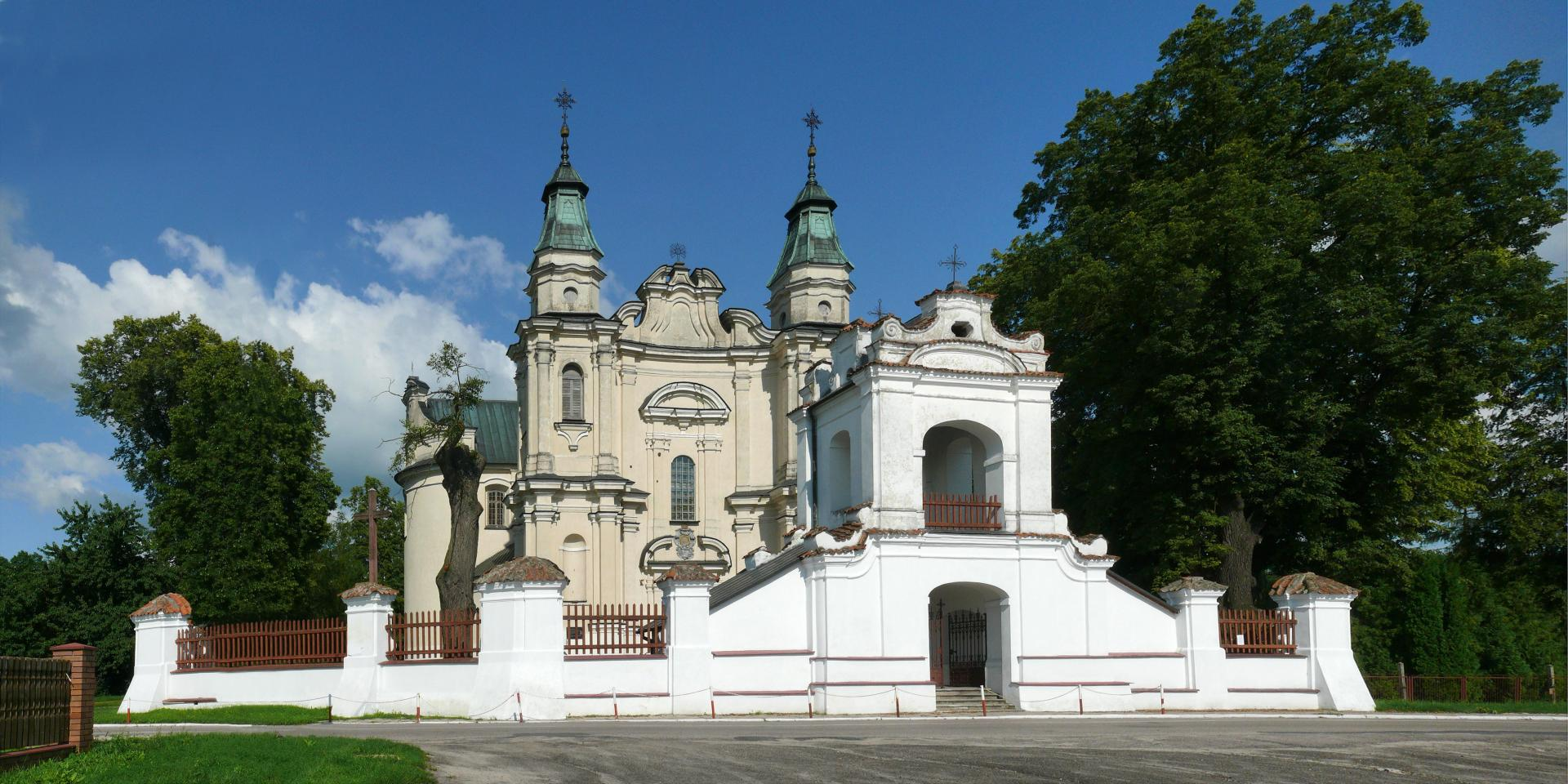
Костел

Костел, консекрований 1762 року єпископом Станіславом Раймундом Єзерським.